# Тоттори (княжество)
Княжество Тоттори (яп. 鳥取藩 Тоттори-хан) — феодальное княжество (хан) в Японии периода Эдо (1600—1871). Тоттори-хан располагался в провинциях Инаба и Хоки (современная префектура Тоттори) на острове Хонсю.

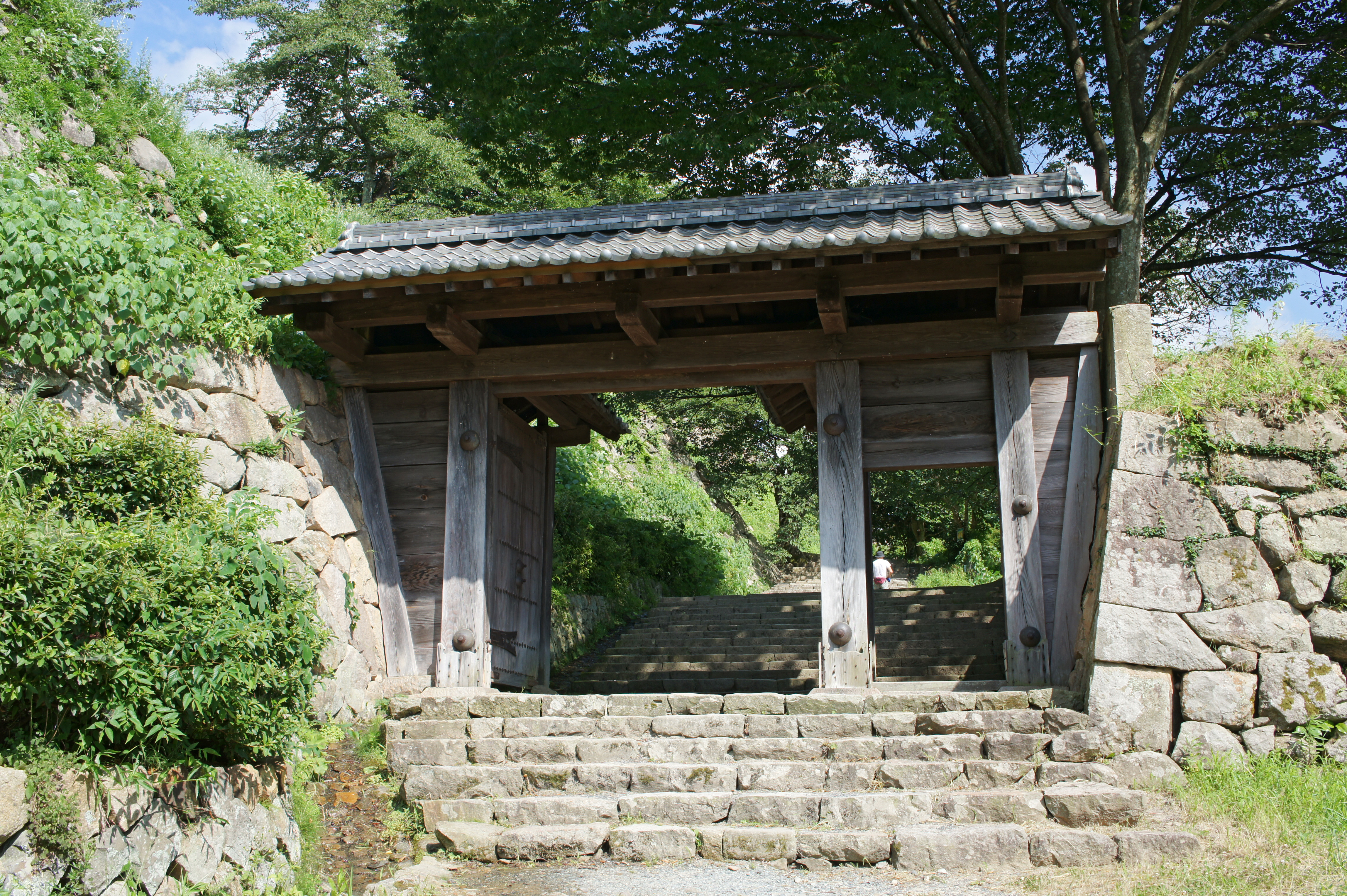
Ворота замка Тоттори

Административный центр княжества: Замок Тоттори в провинции Инаба. На протяжении всего существования ханом управляли различные ветви рода Икэда.
Доходы хана:
- 1600—1617 годы — 60 000 коку риса
- 1617—1632 годы — 320 000 коку риса
- 1632—1871 годы — 325 000 коку риса

## История

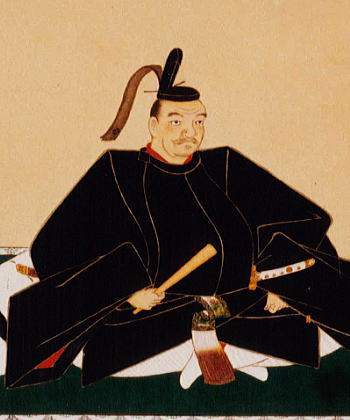
Икэда Мацумаса (1609—1682)

В 1600 году первым владельцем Тоттори-хана стал Икэда Нагаёси (1570—1614), третий сын Икэды Цунэоки (1536—1584). Ему наследовал в 1614 году его старший сын Икэда Нагаюки (1587—1632). В 1617 году Икэда Нагаюки был переведен в домен Мацуяма-хан в провинции Биттю.
В 1617 году Тоттори-хан получил Икэда Мацумаса (1609—1682), бывший ранее даймё Химэдзи-хана (1616—1617). Икэда Мацумаса был сыном и преемником Икэды Тоситаки (1584—1616), 2-го даймё Химэдзи-хана (1613—1616). В 1632 году Икэда Мацумаса был переведен из Тоттори в Окаяма-хан в провинции Бидзэн (1632—1672).
В 1632 году следующим правителем княжества Тоттори стал Икэда Мицунака (1630—1693). Его потомки управляли доменом Тоттори-хан вплоть до Реставрации Мэйдзи.

## Список даймё
- Род Икэда, 1600—1617 (тодзама-даймё)

| № | Имя           | Имя      | Годы правления | Годы жизни  | Примечания                           |
| - | ------------- | -------- | -------------- | ----------- | ------------------------------------ |
| 1 | Икэда Нагаёси | 池田長吉 | 1600 — 1614    | 1570 — 1614 | Третий сын Икэды Цунэоки (1536—1584) |
| 2 | Икэда Нагаюки | 池田長幸 | 1614 — 1617    | 1587 — 1632 | Старший сын предыдущего              |

- Род Икэда (1617—1632) (тодзама-даймё)

| № | Имя            | Имя      | Годы правления | Годы жизни  | Примечания                                                          |
| - | -------------- | -------- | -------------- | ----------- | ------------------------------------------------------------------- |
| 1 | Икэда Мацумаса | 池田光政 | 1617 — 1632    | 1609 — 1682 | Сын Икэды Тоситаки (1584—1616), 2-го даймё Химэдзи-хана (1613—1616) |

- Род Икэда (1632—1871) (симпан-даймё)

| №  | Имя            | Имя      | Годы правления | Годы жизни  | Примечания |
| -- | -------------- | -------- | -------------- | ----------- | --- |
| 1  | Икэда Мицунака | 池田光仲 | 1632 — 1685    | 1630 — 1693 | Старший сын Икэды Тадакацу (1602—1632), 2-го даймё Окаяма-хана (1615—1632)                                                                                    |
| 2  | Икэда Цунакиё  | 池田綱清 | 1685— 1700     | 1648 — 1711 | Старший сын предыдущего |
| 3  | Икэда Ёсиясу   | 池田吉泰 | 1700 — 1739    | 1687 — 1739 | Старший сын Икэды Накасуми, даймё Тоттори-Синдэна (1650—1722), внук Икэды Цунакиё (1648—1711), 2-го даймё Тоттори-хана (1685—1700)                            |
| 4  | Икэда Мунеясу  | 池田宗泰 | 1739 — 1747    | 1717 — 1747 | Старший сын предыдущего |
| 5  | Икэда Сигенобу | 池田重寛 | 1747 — 1783    | 1646 — 1783 | Старший сын предыдущего |
| 6  | Икэда Нарумити | 池田治道 | 1783 — 1798    | 1768 — 1798 | Второй сын предыдущего |
| 7  | Икэда Нарикуни | 池田斉邦 | 1798 — 1807    | 1787 — 1807 | Старший сын предыдущего |
| 8  | Икэда Наритоси | 池田斉稷 | 1807 — 1830    | 1788 — 1830 | Второй сын Икэды Нарумити, младший брат предыдущего |
| 9  | Икэда Наримити | 池田斉訓 | 1830 — 1841    | 1820 — 1841 | Второй сын предыдущего |
| 10 | Икэда Ёсиюки   | 池田慶行 | 1841 — 1848    | 1832 — 1848 | Сын Икэда Наканори (1805—1850), 8-го даймё Тоттори-Синдэна (1824—1850)                                                                                        |
| 11 | Икэда Ёситака  | 池田慶栄 | 1848 — 1850    | 1834 — 1850 | Четвертый сын Маэды Нариясу (1811—1884), даймё Кага-хана (1822—1866), супруг Сэйко (1834—1879), дочери Икэда Наканори, 8-го даймё Тоттори-Синдэна (1805—1850) |
| 12 | Икэда Ёсинори  | 池田慶徳 | 1850 — 1871    | 1837 — 1877 | Сын Токугава Нариаки (1800—1860), супруг Хироко (1842—1872), дочери Икэда Садаясу, 7-го даймё Вакасы (1805—1847)                                              |

## Галерея
Памятники на могилах даймё Тоттори-хана имеют общую особенность. Они лежат на спинах черепахи.

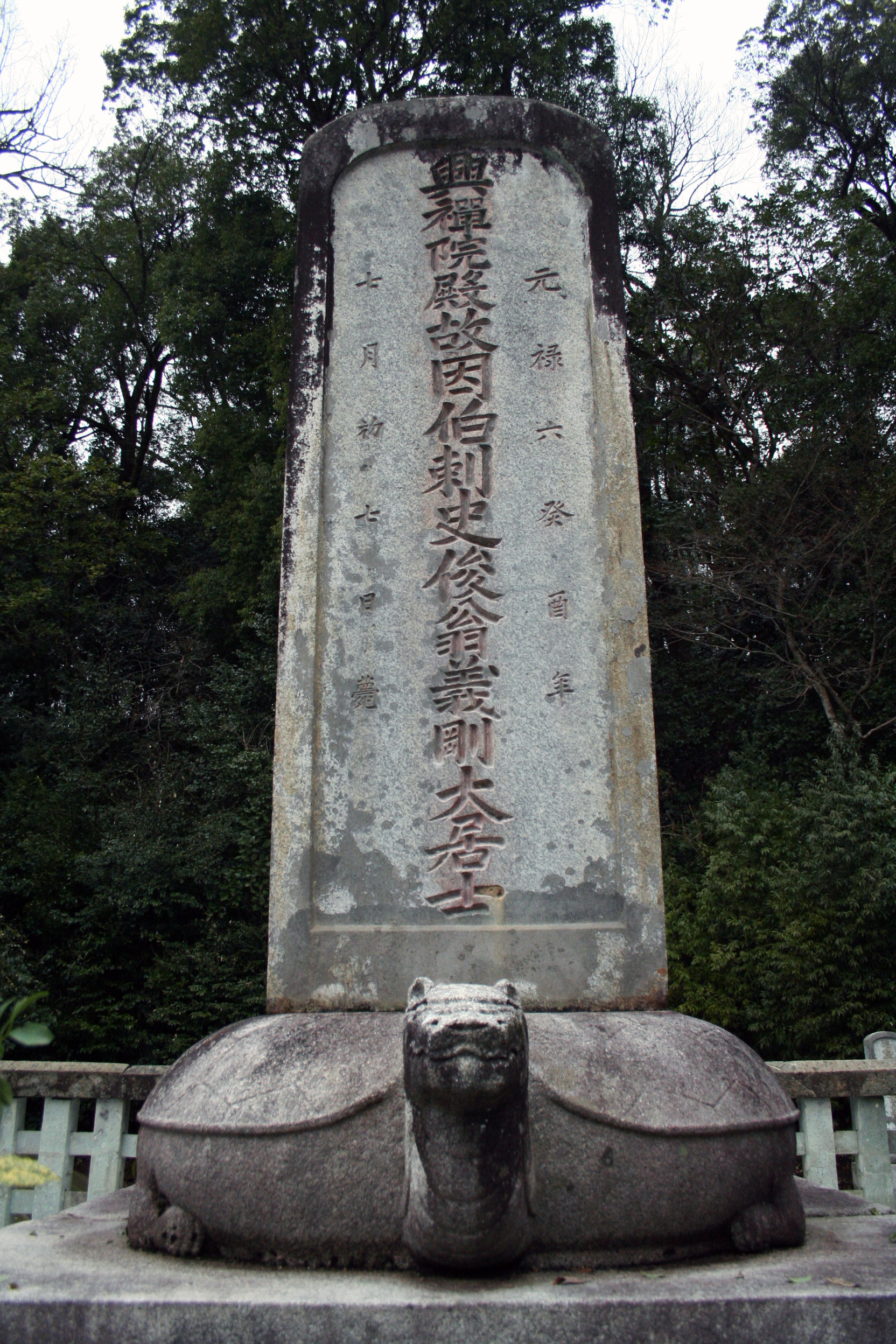
Икэда Мицунака (1630-1693)
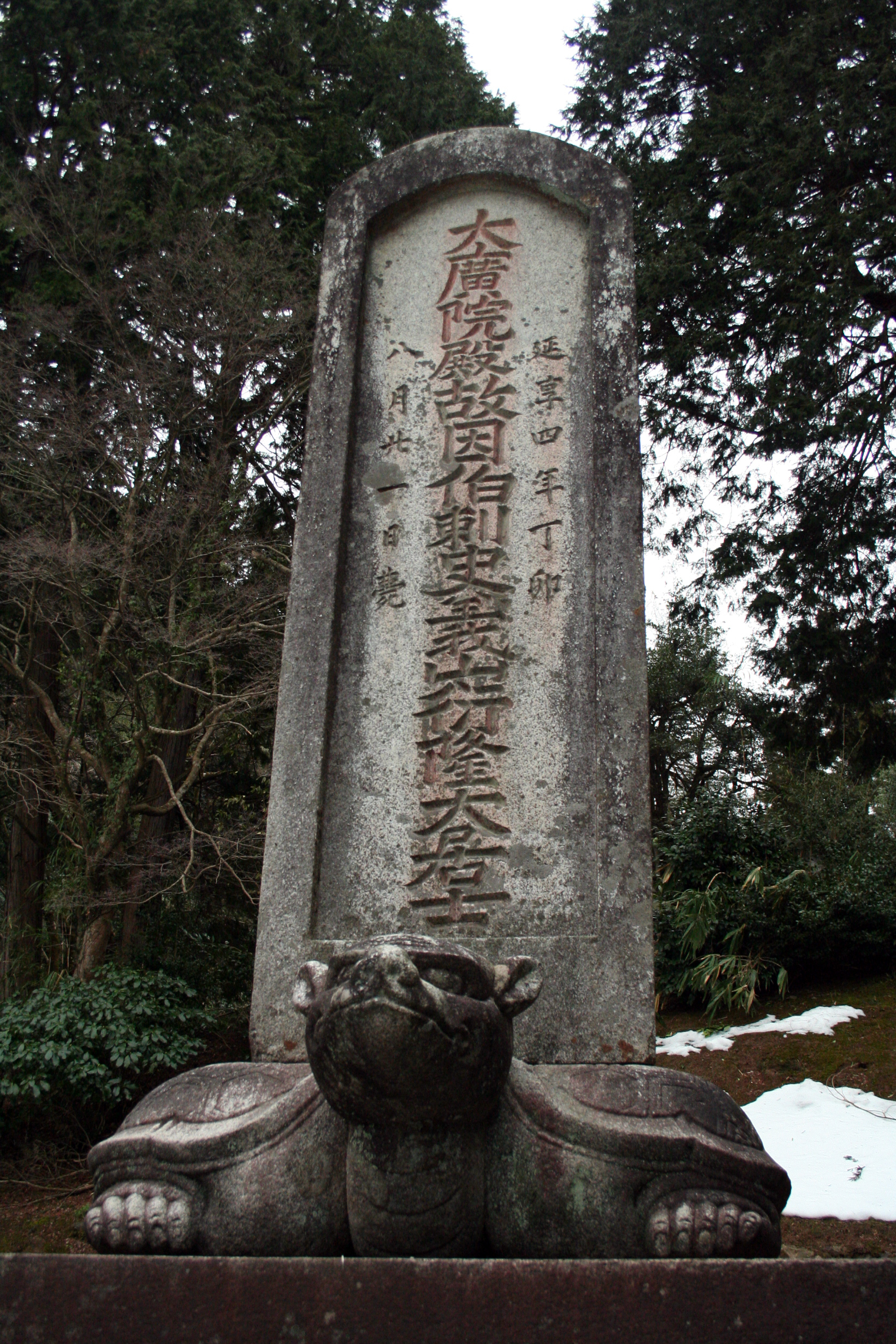
Икэда Мунеясу (1717-1747)
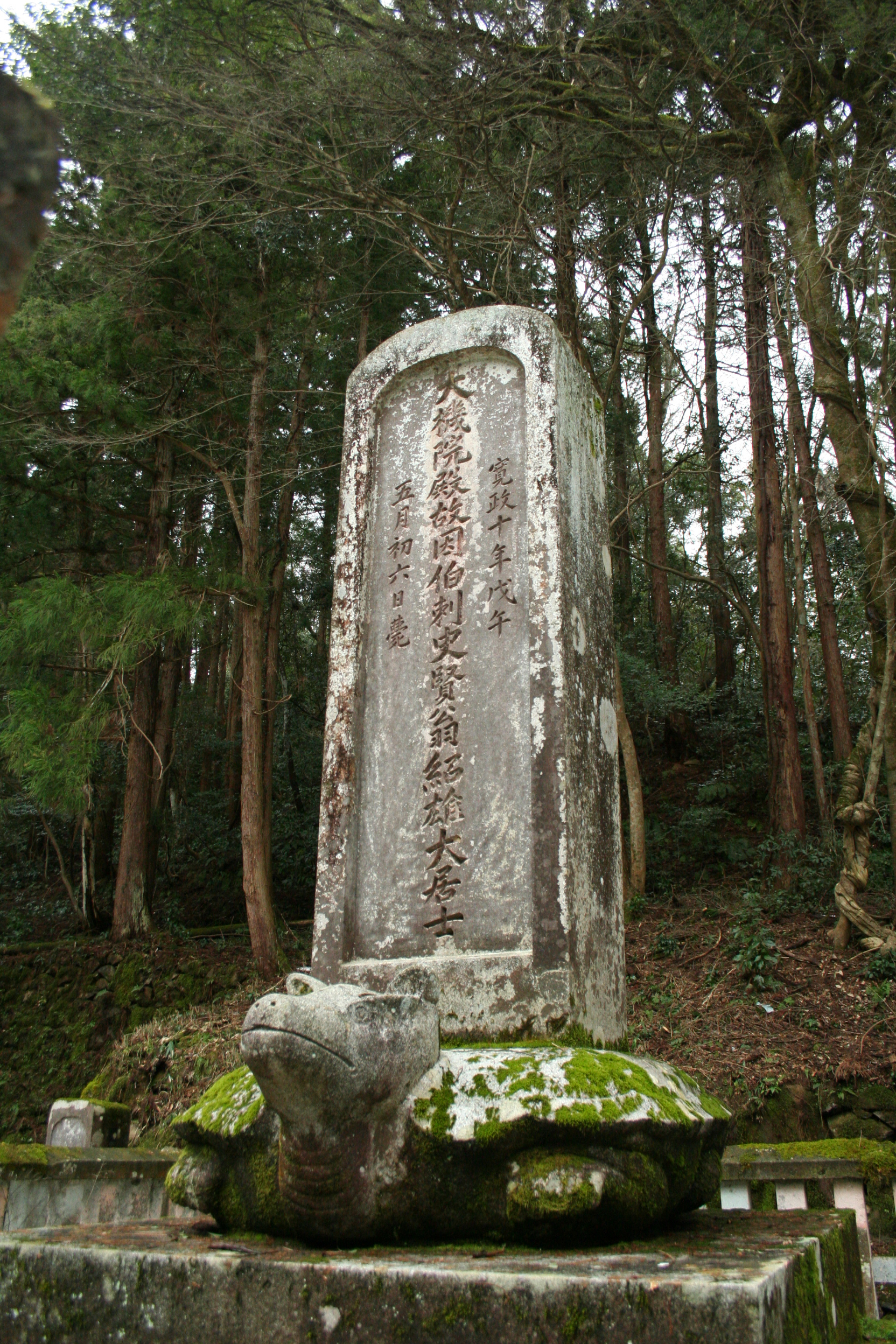
Икэда Нарумити (1768-1798)
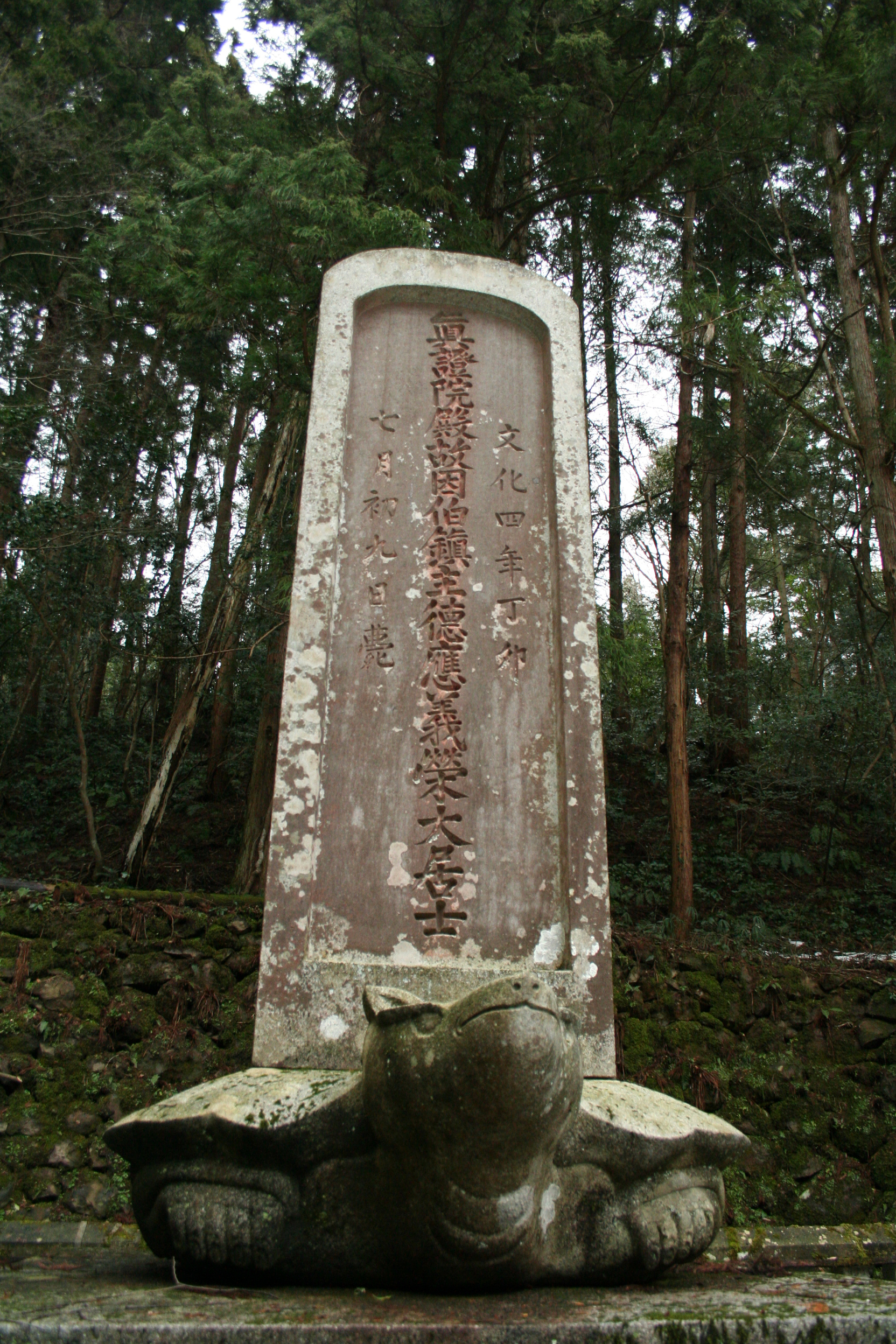
Икэда Нарикуни (1787-1807)
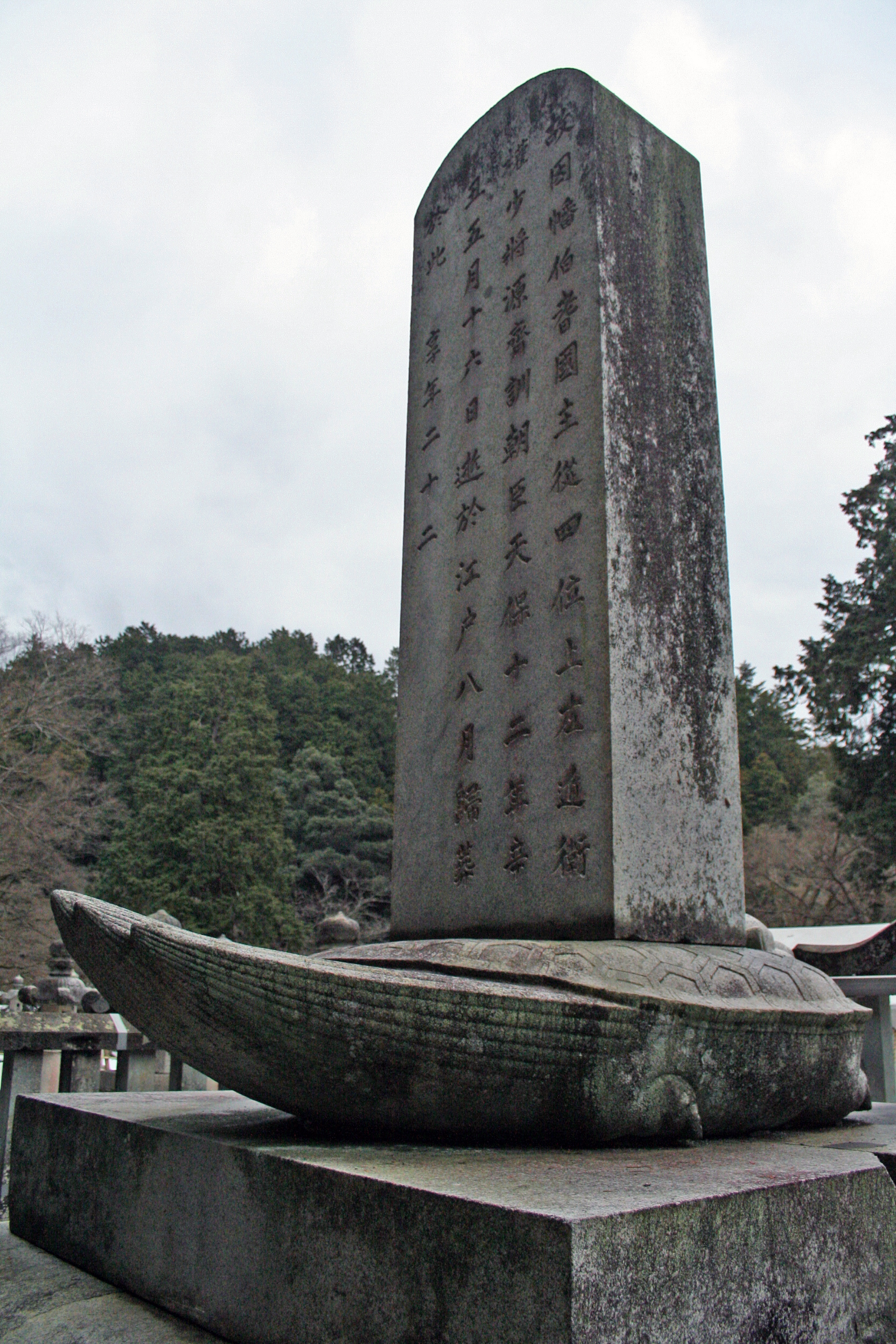
Икэда Наримити (1820-1841)
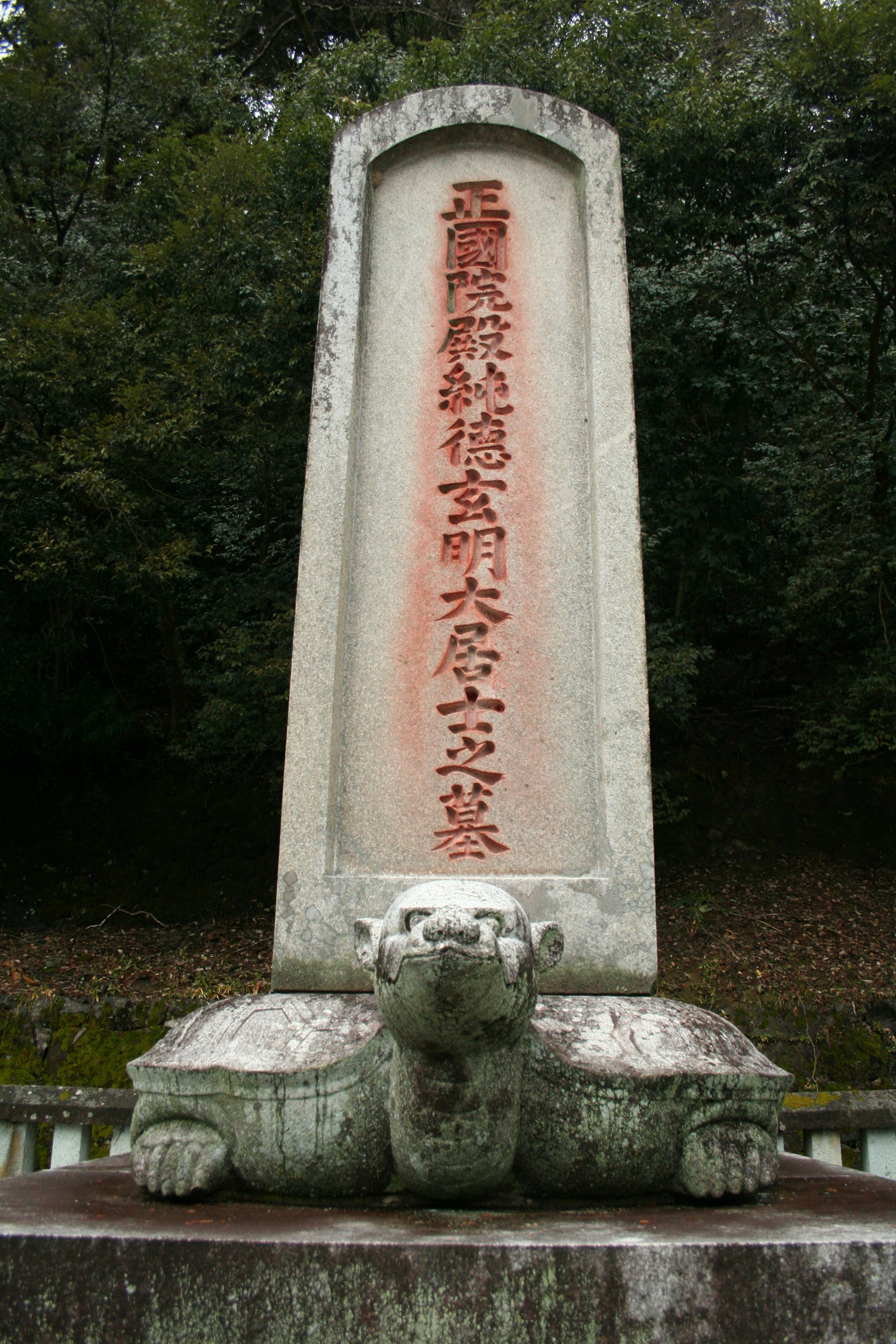
Икэда Ёсиюки (1832-1848)
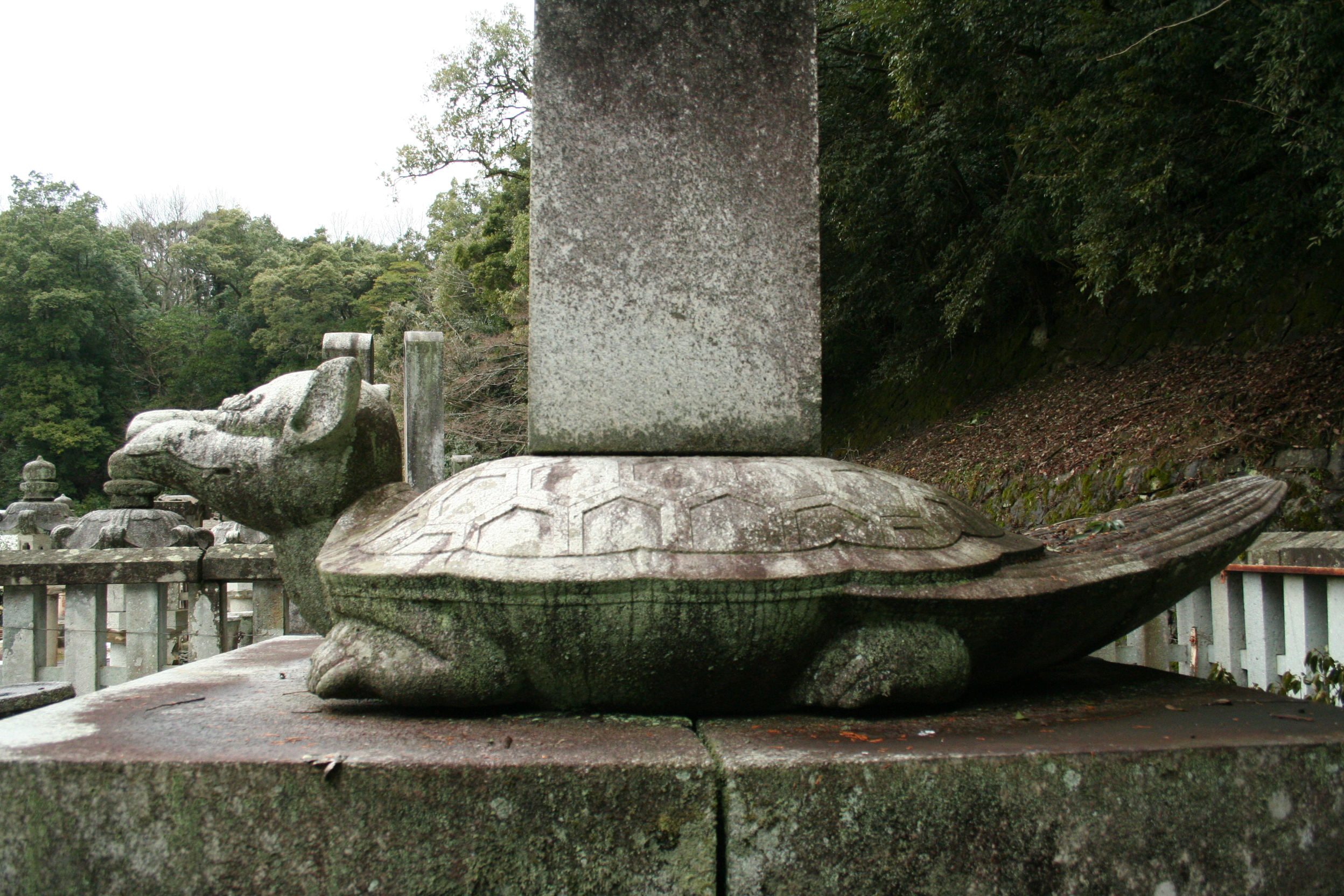
Икэда Ёситака (1834-1850)